# Football Club Igea Virtus Barcellona 2003-2004
Questa voce raccoglie le informazioni riguardanti  il Football Club Igea Virtus Barcellona nelle competizioni ufficiali della stagione 2003-2004.

## Rosa
| N. |                   | Ruolo | Calciatore         |
| -- | ----------------- | ----- | ------------------ |
|    | Italia (bandiera) | A     | Marco Alberio      |
|    | Italia (bandiera) | D     | Giuseppe Alizzi    |
|    | Italia (bandiera) | C     | Daniele Ancione    |
|    | Italia (bandiera) | A     | Davide Arigò       |
|    | Italia (bandiera) | C     | Vincenzo Bevo      |
|    | Italia (bandiera) | C     | Mirco Camarda      |
|    | Italia (bandiera) | C     | Fabio Caserta      |
|    | Italia (bandiera) | A     | Gasperino Cinelli  |
|    | Italia (bandiera) | D     | Antonino Cinolauro |
|    | Italia (bandiera) | A     | Vincenzo Cosa      |
|    | Italia (bandiera) | C     | Nicola De Santis   |
|    | Italia (bandiera) | C     | Francesco Esposito |
|    | Italia (bandiera) | P     | Diego Favazza      |

| N. |                           | Ruolo | Calciatore           |
| -- | ------------------------- | ----- | -------------------- |
|    | Italia (bandiera)         | A     | Salvatorino Frisenda |
|    | Italia (bandiera)         | D     | Carmelo La Spada     |
|    | Italia (bandiera)         | D     | Fabrizio Lo Piccolo  |
|    | Italia (bandiera)         | A     | Francesco Marra      |
|    | Italia (bandiera)         | C     | Santo Matinella      |
|    | Italia (bandiera)         | D     | Antonio Matrisciano  |
|    | Italia (bandiera)         | D     | Giuseppe Occhipinti  |
|    | Italia (bandiera)         | D     | Antonino Panarello   |
|    | Italia (bandiera)         | C     | Giancarlo Pantano    |
|    | Italia (bandiera)         | P     | Nicola Polessi       |
|    | Italia (bandiera)         | A     | Giuseppe Rosa        |
|    | Costa d'Avorio (bandiera) | D     | Ibrahim Scandroglio  |